# Walter Long (1er vicomte Long)
Walter Hume Long, 1er vicomte Long, (13 juillet 1854 - 26 septembre 1924), est un homme politique unioniste britannique. Au cours d'une carrière politique s'étalant sur plus de 40 ans, il occupe le poste de président du Board of Agriculture, président du Local Government Board, Secrétaire en chef pour l'Irlande, secrétaire d'État aux Colonies et premier lord de l'Amirauté. Il est également connu pour ses liens avec les unionistes irlandais et est chef du parti unioniste irlandais à la Chambre des communes de 1906 à 1910. 

## Jeunesse et éducation
Long est né à Bath, le fils aîné de Richard Penruddocke Long (en), de sa femme Charlotte Anna, fille de William Wentworth FitzWilliam Dick (à l'origine Hume). Richard Chaloner (1er baron Gisborough) est son frère cadet. Du côté de son père, il descend d'une ancienne famille de gentry du Wiltshire, et du côté de sa mère, de gentry anglo-irlandaise du comté de Wicklow. Jeune, Walter vit à Dolforgan Hall, Montgomeryshire, une propriété appartenant à son grand-père. Pendant qu'il vivait là-bas, son père hérite du domaine Rood Ashton. 
Long étudie à l'école Hilperton, Amesbury, où il subit la discipline sévère d'Edwin Meyrick. À Harrow, Walter est populaire, et est capitaine de l'équipe de cricket. C'est pendant les études de Walter à Christ Church, Oxford, que son père fait une dépression mentale et est décédé deux ans plus tard en février 1875. À la mort de son père, il reprend la gestion des propriétés familiales, tandis que sa mère emménage dans une maison à Oxford. Ce fut une période stressante, au cours de laquelle il est fréquemment convoqué par sa mère, et où son jeune frère a accumulé des dettes de jeu. 
Il continue à boxer, à monter et à chasser, ainsi qu'à jouer au cricket universitaire. On lui propose de devenir maître de la vallée de la chasse au cheval blanc, mais il refuse.  
Il sert comme officier dans le Royal Wiltshire Yeomanry, est promu major en 1890 et devient lieutenant-colonel de 1898 à 1906 . 

## Carrière politique, 1880-1911
Il est déterminé très tôt à faire carrière en politique, faisant campagne à Marlborough dans un siège libéral traditionnel en 1879. Après que George Jenkinson accepte de démissionner dans le nord du Wiltshire, il est soutenu par «une demi-douzaine de gentlemen country». Lors des élections générales de 1880, il est élu comme conservateur du Wiltshire du Nord, siège qu'il occupe jusqu'en 1885. Partisan de Benjamin Disraeli, de l'Empire britannique, de l'Église d'Angleterre et de l'État, il est contre l'extension de l'éducation, mais favorise les enseignements bibliques dans les écoles. Il remporte son siège du North Wiltshire par plus de 2000 voix de majorité. 
Il prononce son premier discours le 26 juillet 1880 lors de la troisième lecture du projet de loi sur la compensation des perturbations (Irlande). 

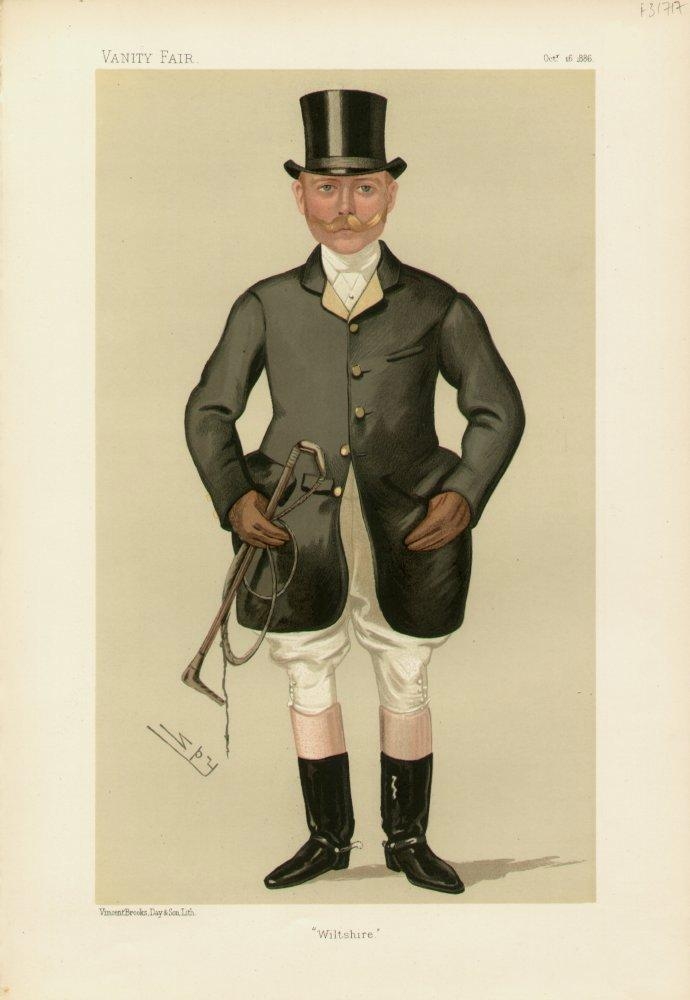
"Wiltshire" [le comté de sa circonscription de Devizes ]. Caricature de Spy publiée dans Vanity Fair en 1886.

Il est réélu avec une majorité réduite de 95 voix aux élections générales de novembre 1885. Il estime que les Anglais comprennent mal l'Irlande et que le Home Rule de Gladstone ne protégerait pas la minorité en Irlande et conduirait au démembrement de l'empire. Il est réélu avec une majorité accrue de 1726 voix en juillet 1886. Les liens très étroits qu'il entretient avec les milieux agricoles ont aidé le gouvernement local de sa région. Il est entré au gouvernement pour la première fois en 1886 dans la deuxième administration de Lord Salisbury en tant que secrétaire parlementaire du Local Government Board, sous la direction de Charles Ritchie, et est devenu l'un des architectes du Local Government Act 1888, qui instaure des conseils de comté élus. 
Il soutient la réforme de la loi sur les pauvres et la création des conseils de comté . Le 6 février 1887, il prononce un discours important dans le "Plan de campagne" qui semble encourager les propriétaires terriens. Cependant, derrière la loi sur l'indemnisation des locataires, Long sait qu'il y a une demande d'indépendance plus profonde en Irlande. Il suit de près la politique libérale de Home Rule, soutenant les unionistes irlandais qui s'y opposent. La question est au centre des élections générales de 1892. Long est revenu du Canada pour une tournée de présentation du système fédéral là-bas. Il a réitéré l'affirmation selon laquelle les unionistes d'Ulster n'accepteraient jamais le projet de loi. Mais les libéraux font valoir que les conservateurs augmenteraient les prix du pain et feraient baisser les salaires en cas de retour. Long est battu par 138 voix, perdant son siège. En juillet 1892, Liverpool West Derby est devenu vacant et Long bat le candidat libéral par 1357 voix lors de l'élection partielle de 1893. Connaissant sa maîtrise de la procédure parlementaire, Arthur Balfour l'engage comme stratège dans l'opposition. Les libéraux nomment Long à la Commission royale d'agriculture, réunie à Trowbridge le 18 janvier 1893. 
Il poursuit ses relations avec l'Irlande tout au long de sa carrière. Il ne souhaite pas rompre les liens législatifs de l'Union avec l'Irlande; mais seulement pour offrir "une extension des privilèges du gouvernement local au peuple irlandais". Le Home Rule est rejeté par les Lords le 8 septembre 1893, par 419 voix contre 41. En juin 1895, les libéraux subissent une défaite retentissante chez les Lords et le mois suivant, Salisbury forme un nouveau ministère. 
Après la défaite des conservateurs en 1892, le départ à la retraite de Ritchie fait de Long le principal porte-parole de l'opposition au gouvernement local, et lorsque les conservateurs reviennent au pouvoir en 1895, il entre au cabinet en tant que président du Board of Agriculture. Dans ce rôle, il lance une politique forte pour empêcher la propagation de la rage. La création du Board of Agriculture avait donné un coup de fouet à la carrière de Long en 1889. Long est devenu de plus en plus impopulaire dans sa circonscription, accusé d'être "irascible et intrigant", et a été invité à changer de siège. Mais cela n'a pas empêché en 1895 son admission au Conseil privé. 
Pour les Élections générales britanniques de 1900, Long est élu à Bristol South. Avec le remaniement ministériel en 1900, il est devenu président du Conseil d'administration locale. Il souffrait souvent de problèmes de santé: névralgie, arthrite, sensible au rhume et à la grippe et il n'était pas charismatique, ni analytique ni sondeur, comme son mentor Balfour. Dans ce poste, il est critiqué comme étant trop radical pour son soutien à la loi de 1905 sur les chômeurs, qui a créé une commission du chômage pour donner du travail et de la formation aux chômeurs. 
En 1903, il joue un rôle de premier plan en tant que porte-parole de l'aile protectionniste du parti, préconisant la réforme tarifaire et la préférence impériale aux côtés de Joseph Chamberlain et de son fils Austen Chamberlain, ce qui le met en conflit avec Charles Ritchie, Michael Hicks Beach et d'autres sur l'aile libre-échangiste. Étant un modéré, il fait le lien entre les protectionnistes et les libre-échangistes, occupant une place centrale sein du parti. Sa réalisation la plus importante au sein du conseil est peut-être l'unification des conseils de l'approvisionnement en eau de Londres en le Metropolitan Water Board. 

### Secrétaire en chef pour l'Irlande
Long se voit offrir le poste de Premier Lord de l'Amirauté à la place de William Palmer (2e comte de Selborne), ce dernier étant nommé au poste de Gouverneur général d'Afrique du Sud. Mais il refuse la promotion, conseillant la nomination de Frederick Campbell (3e comte Cawdor). Lorsque George Wyndham démissionne de son poste de Secrétaire en chef pour l'Irlande, Balfour est confronté à une crise connue sous le nom de "l'imbroglio Wyndham-MacDonnell". 
Antony MacDonnell (1er baron MacDonnell) est un fonctionnaire ayant fait sa carrière en Inde et nommé administrateur à Dublin par Wyndham, étant entendu que MacDonnell a une action administrative et apolitique. MacDonnell est un catholique de Mayo, dont la nomination a fait craindre aux unionistes d'avoir été trahis par Londres. Néanmoins, ayant été un exécutant expérimenté et compétent de la loi de 1903 sur la terre de Wyndham, MacDonnell est devenu largement apprécié comme une force de modération. Wyndham était occupé à Londres avec des fonctions de cabinet, et appréciait d'avoir ce second sur le terrain. Balfour envisage Long pour le poste en janvier 1905 et, à cette fin, il consulte Edward Carson et John Atkinson, sous la pression d'Horace Plunkett et de Gerald Balfour, pour poursuivre la politique de réforme modérée. En raison de ses relations irlandaises (sa femme et sa mère sont irlandaises), on espérait que Long pourrait être plus acceptable pour les unionistes irlandais que son prédécesseur. 
Long est réticent à accepter l'offre; frustré et irrité par les propositions de Lord Dunraven et les initiatives de MacDonnell qu'il considère comme antiunionistes. À la mi-mars, il est déterminé à raviver l'unionisme en Irlande. Arrivé à Dublin le 15 mars, il dîne avec MacDonnell. Tout au long des mois de mars et avril, il ne voit aucun motif de renvoyer MacDonnell. Pourtant, travaillant étroitement avec les unionistes pour discuter de la criminalité agraire et non agraire et de la discipline au sein de la Police royale irlandaise, il continue à apaiser les unionistes. Il nomme les unionistes William Moore (1er baronnet) (en) comme solliciteur général pour l'Irlande, John Atkinson, comme Lord de l'appel, tandis qu'Edward James Saunderson, membre de l'Ordre Orange, est devenu un confident et un ami proche. Le patronage est généralement dispensé par le Lord Lieutenant: ce qui déclenche une dispute avec Lord Dudley. 
Le 20 avril 1905, il prononce un discours important à Belfast soulignant qu'il est un défenseur de l'ordre et de l'État de droit. Mais dans le sud et l'ouest, les propriétaires obstinés refusent les ventes de terrains aux locataires, ce qui a conduit au boycott et aux attaques de bétail. Les dégâts causés aux fermes et agriculteurs unionistes sont importants. MacDonnell a continuellement appelé au compromis, mais Long l'a ignoré. Le 25 mai 1905, les questions sont discutées aux Communes. Il souhaite renforcer l'unionisme; mais Dudley et Long ont tous deux demandé à Balfour de se prononcer. Balfour est d'avis que le secrétaire en chef est à la fois aux Communes et au Cabinet, de sorte que Dudley devait se contenter du pouvoir des Lords, qui s'affaiblissait. Au cours du dernier trimestre de 1905, Long conseille le report de la dissolution, car elle frapperait durement les unionistes dans «le pays» et amènerait de nombreux électeurs vers les radicaux. Il met en garde contre la perte de sièges de Bristol Ouest et Sud. En décembre 1905, il est lui-même battu par 2 692 voix. Il continue à se méfier de «Birmingham & Co» comme il appelait la lutte de Chamberlain pour une politique de reconnaissance tarifaire, qui éloignait déjà le parti du libre-échange. Néanmoins, il continue à coopérer avec les partis conservateurs en Allemagne, tels que Reichspartei jusqu'à la deuxième crise marocaine en 1911. 

### Unioniste dans l'opposition
Néanmoins, la carrière parlementaire de Long est loin d'être terminée. Il est désigné candidat unioniste pour le comté sud de Dublin en 1906, l'emportant de 1 343 voix. Il devient l'une des principales voix de l'opposition contre les plans des libéraux pour le Home Rule en Irlande. À ce stade, la direction du Parti unioniste irlandais est toujours entre les mains de son ami Edward Saunderson. 
Le différend avec MacDonnell se poursuit dans les pages du Times - Long essayant de galvaniser l'opinion unioniste en Angleterre et en Irlande. Balfour, Jack Sandars (le secrétaire privé de Balfour) et Wyndham pensent tous qu'il a été dupé par les unionistes "en ce qui concerne sa vanité et ses espoirs", caractérisant le secrétaire en chef comme facilement manipulable. En octobre 1906, Saunderson meurt et Long est choisi comme nouveau président du Parti unioniste irlandais (IUA) - visant à une coopération plus étroite entre les partis du nord et du sud. Trois mois plus tard, il est également élu président du Parti unioniste d'Ulster (UUC). En 1907, il forme l'Union Defence League (UDL) en tant que soutien en Grande-Bretagne pour les unionistes irlandais. L'UDL à Londres est liée à l'UUC à Belfast et à l'IUA à Dublin . Il a l'appui des députés conservateurs de base, mais pas des dirigeants. Il est actif en 1907–1908 et à nouveau après 1911, lorsque le troisième projet de loi sur le régime intérieur est imminent; avec la Ligue de Primrose, il crée le Covenant britannique de 1914 reflétant le Covenant d'Ulster de 1912. Bien que Long n'ait jamais ouvertement soutenu les unionistes les plus militants, qui étaient prêts à combattre les nationalistes du Sud (et peut-être l'armée britannique) pour empêcher l'indépendance de l'Irlande, les récits contemporains indiquent qu'il avait probablement connaissance du larne gun-running (en). 
Aux Communes, Walter Long est un adversaire actif de la législation sociale libérale. Il fonde une ligue de protestation budgétaire pour faire avancer la cause des changements fiscaux modérés. Aux Lords, la défaite du «budget du peuple» conduit à la crise constitutionnelle de 1911. Il affronte Edward Carson, adoptant une position équivoque similaire sur le projet de loi du Parlement de 1911, s'opposant au projet de loi, mais recommandant l'acquiescement. Il siège comme député du Strand entre décembre 1910 et 1918 et St George's entre 1918 et 1921.

## Carrière politique, 1911-1921
Lorsque Balfour démissionne de son poste de chef de parti en novembre 1911, Long, qui n'a jamais été satisfait de son style de direction, occupe une bonne position au sein du Parti conservateur et est l'un des principaux candidats pour lui succéder, le candidat du "country party". Dès 1900, Long dénonce Chamberlain, car le "Parti conservateur ... ne sera pas dirigé par un radical sanglant". Cependant, il est combattu par Austen Chamberlain, qui est soutenu par les unionistes libéraux toujours sous la direction de son père. À cause du risque d'éclatement du parti, les deux candidats acceptent de se retirer en faveur d'Andrew Bonar Law, un personnage relativement inconnu, le 12 novembre. 
L'unification des partis libéraux unionistes et conservateurs au Carlton Club en 1912, est pour Long la fin de sa domination politique. Il a toujours été sceptique quant à la coalition et a déclaré que cela ne se produirait pas. Ainsi, avec la formation du gouvernement de coalition en temps de guerre en mai 1915, le retour de Long au ministère du gouvernement local est accueilli avec surprise. Asquith résiste aux tentatives des unionistes d'installer Long comme secrétaire en chef pour l'Irlande. Il est activement impliqué dans les tentatives de Lloyd George de négocier un accord entre les nationalistes et les unionistes irlandais en juillet 1916 concernant l'introduction du Home Rule Act suspendu en 1914, en conflit public avec son rival Edward Carson. Il est accusé d'avoir comploté pour faire tomber Carson en compromettant un accord avec le leader nationaliste John Redmond, selon lequel toute partition ne serait que temporaire. Lorsque Long veut rendre la clause permanente, Redmond abandonne de nouvelles négociation. Carson, dans une riposte amère, dit de Long "Le pire de Walter Long est qu'il ne sait jamais ce qu'il veut, mais il intrigue toujours pour l'obtenir". Austen Chamberlain, en 1911, critique également Long, disant qu'il est "au centre de toutes les coteries de grognards". 
Long et les unionistes veulent que le général Maxwell ait autorité sur la police, mais Asquith confie finalement le secrétariat en chef à un civil, Henry Duke. Avec la chute d'Asquith et l'accession au gouvernement de Lloyd George en décembre 1916, Long s'est imposé comme l'autorité suprême du cabinet sur la politique irlandaise. Le secrétaire en chef Duke aurait préféré être inspecteur général; mais Lloyd George, un partisan de l'autonomie, ne semblait pas trop satisfait de l'unionisme de Long. Deux alliés du Premier ministre, à savoir Carson et Edward Cecil, fournissent l'opposition la plus intransigeante à une Irlande unie. 
C'est Long, le 16 avril 1918, qui présente le projet de loi sur la conscription qui provoque la crise irlandaise. Duke s'oppose à cette politique de conscription sans une offre d'autonomie, alors que Long veut le premier sans le second. La crise donne lieu au complot allemand et la pression de Long pour qu'il agisse contre le Sinn Féiners l'amène à émettre un grand nombre de mandats d'arrêt. 
Long est promu ministre des Colonies, servant jusqu'en janvier 1919, date à laquelle il devient premier lord de l'amirauté, poste qu'il occupe jusqu'à son départ à la chambre des Lords en 1921. À partir d'octobre 1919, il est, une fois de plus, largement préoccupé par les affaires irlandaises, en tant que président du comité du gouvernement sur l'Irlande. À ce titre, il est en grande partie responsable du lancement de la Partition de l'Irlande à la suite de la Loi sur le gouvernement de l'Irlande de 1920, qui fait suite à certaines propositions de la convention irlandaise ratée de 1917-1918 de Lloyd George. 
En mars 1921, Bonar Law démissionne de son poste de chef de parti en raison de problèmes de santé. Austen Chamberlain lui succède après une attente de dix ans. Mais Long aussi, fatigué et vieilli, est «renvoyé à l'étage» avec une pairie. Il est nommé Lord Lieutenant du Wiltshire en février 1920 et est élevé à la pairie en tant que vicomte Long, de Wraxall dans le comté de Wiltshire, en mai 1921.

## Vie privée
Lord Long épouse Dorothy (Doreen) Blanche, fille de Richard Boyle (9e comte de Cork), en 1878. Ils ont deux fils, dont le général de brigade Walter Long, tué au combat en 1917, et trois filles. Sa fille Victoria Florence épouse George Gibbs, 1er baron Wraxall.
Il décède à son domicile, Rood Ashton House dans le Wiltshire, en septembre 1924, à l'âge de 70 ans, et est remplacé par son petit-fils de 13 ans, Walter. Lady Long est décédée en juin 1938.